# Gani Geci
Gani Geci (* 1968 in Llausha, damals Jugoslawien, heute Kosovo) ist ein kosovo-albanischer ehemaliger Politiker und Veteran der Befreiungsarmee des Kosovo (UÇK). In den 1990er Jahren war Geci in der Jugendorganisation der Demokratischen Liga des Kosovo (LDK) aktiv und kämpfte während des Kosovokriegs von 1998 bis 1999 in der UÇK. Nach dem Krieg trat er in die Politik ein und wurde um die Zeit der Unabhängigkeitserklärung 2008 in die Versammlung des Kosovo gewählt. Als Abgeordneter unterzeichnete er die Unabhängigkeitserklärung des Kosovo von 2008. Später war Geci Abgeordneter der Fraktion der Demokratischen Liga Dardaniens (LDD), einer Abspaltung der LDK, im Parlament.

## Frühes Leben und Ausbildung
Geci absolvierte ein Jurastudium an der Universität Pristina. In den späten 1980er und 1990er Jahren war er in der LDK-Jugendorganisation aktiv und wurde 1998 Vorsitzender des LDK-Jugendforums in Skënderaj. In dieser Zeit entwickelte er eine enge Beziehung zum LDK-Vorsitzenden Ibrahim Rugova und wurde später dessen persönlicher Beschützer. Ein Bericht erwähnt, dass während des Krieges Gecis Familie von anderen UÇK-Angehörigen ins Visier genommen worden sei: Sein Bruder Esati wurde 1998 auf Befehl des rivalisierenden Kommandanten Sabit Geci verwundet.

## Beteiligung am Kosovokrieg
Während des Konflikts 1998–1999 gegen serbische Streitkräfte kämpfte Geci als Mitglied der UÇK in der Region Drenica. Kameraden beschrieben ihn als „einen unserer aktivsten Kämpfer“ gegen die serbische Besatzung und berichteten, dass er bei den Kämpfen um Prekaz während der letzten serbischen Offensive beteiligt war.
Geci war jedoch auch Ziel einer berüchtigten Kriegsanschuldigung: 1998 veröffentlichte der Generalstab der UÇK das „Kommuniqué Nr. 59“, in der ein „kollaborierender Schnurrbartträger“ namens Gani Geci (geboren in Llausha) beschuldigt wurde, Abedin Rexha getötet und serbische Polizeikräfte zu Massakern an der Zivilbevölkerung geführt zu haben. Diese Anschuldigung wurde von anderen UÇK-Kommandanten vehement bestritten, die sie als „Erfindung“ und gezielten Versuch der Verleumdung Gecis bezeichneten. Sie betonten, dass Geci an sämtlichen Offensiven teilgenommen und niemals mit serbischen Kräften kollaboriert habe. Die Vorwürfe aus dem „Kommuniqué Nr. 59“ gelten heute weithin als politisch motiviert und unbegründet.

## Politische Laufbahn
Nach dem Krieg trat Geci in die neuen politischen Institutionen des Kosovo ein. Er wurde als Mitglied der LDK-LDD-Fraktion ins Parlament gewählt. Im Februar 2008 gehörte er zu den 109 Abgeordneten, die die Unabhängigkeitserklärung des Kosovo verabschiedeten und unterzeichneten. Zeitgenössische Medien bezeichneten ihn später als „ehemaligen Abgeordneten“ der LDK und später der LDD. Er war allgemein dem Rugova-Flügel der LDK sowie der Abspaltung Dardania zuzurechnen.

## Rechtliche Probleme und Kontroversen
In den Jahren nach der Unabhängigkeit war Geci in mehrere gewaltsame Vorfälle und Rechtsstreitigkeiten verwickelt. Der schwerwiegendste Fall war seine Beteiligung an einer tödlichen Schießerei in Skënderaj: Am 4. August 2014 erschoss Geci in einem Café im Stadtzentrum von Skënderaj den ehemaligen UÇK-Kämpfer und Geschäftsmann Ruzhdi Shaqiri. Die Tat wurde weithin als vorsätzlich und aus persönlichem Konflikt motiviert beschrieben. Geci wurde festgenommen und des Mordes angeklagt. Im Juni 2016 verurteilte das erstinstanzliche Gericht in Mitrovica Geci wegen schweren Mordes und illegalen Waffenbesitzes zu viereinhalb Jahren Haft. Geci plädierte auf Notwehr und erklärte, Shaqiri habe ihn bedroht, sodass er aus Selbstschutz gehandelt habe. Nach Berufung wurde der Fall zur Neuverhandlung zurückverwiesen. 2021 bestätigte das Gericht in Mitrovica erneut seine Schuld und verhängte am 4. Juni 2021 eine kombinierte Haftstrafe von drei Jahren und sechs Monaten. (Die bereits in Untersuchungshaft verbrachte Zeit wurde angerechnet.) Dieser Fall wurde in den kosovarischen Medien ausführlich behandelt.
Geci war zudem in einen weiteren Schusswaffenvorfall im Jahr 2013 mit einem prominenten Politiker verwickelt: Nach einer Veranstaltung einer gegnerischen Partei in Skënderaj am 28. Oktober 2013 zog Geci Berichten zufolge eine Waffe und feuerte auf den PDK-Abgeordneten und ehemaligen UÇK-Kommandanten Azem Syla. Es wurden mehrere Schüsse gemeldet. Polizeiangaben zufolge gab Geci, begleitet von Familienangehörigen, einen Schuss in die Luft ab; es gab keine Verletzten. In den lokalen Medien ausgestrahlte Aufnahmen zeigten Panik am Tatort. Geci räumte später ein, Schüsse abgegeben zu haben, behauptete jedoch, es sei nur eine Schreck- oder Platzpatrone als Warnung gewesen. Weder Geci noch seine Angehörigen wurden wegen schwerer Körperverletzung angeklagt; der Vorfall bleibt eine umstrittene Episode.
Angesichts der Diskussionen um mutmaßliche UÇK-Kriegsverbrechen wurde Geci eine prominente Stimme im Umfeld des Kosovo-Sondertribunals des Internationalen Strafgerichtshofs in Den Haag (Kosovo Specialist Chambers). 2018 gab er öffentlich bekannt, von den Sonderstaatsanwälten zur Befragung eingeladen worden zu sein. Er erklärte, ohne Anwalt aussagen zu wollen und den „Befreiungskrieg zu verteidigen“. Geci kündigte an, diejenigen, die „politische Gegner getötet“ hätten, zu entlarven und insbesondere die Urheber der alten Vorwürfe aus „Kommuniqué Nr. 59“ mit seiner Aussage „zu enttarnen“.
Im November 2018 bestätigte Geci, dass es fünf Morde gebe, über die er vor dem Sondergericht in Den Haag aussagen werde.
Nach der Aussage seines Bruders Fadil Geci im Prozess gegen ehemalige UÇK-Führer, darunter Hashim Thaçi, verurteilte Gani Geci öffentlich verleumderische Graffiti in Pristina, die sich gegen seinen Bruder richteten. Geci machte Kreise um Thaçi für die Schmierereien verantwortlich und bekräftigte seine Bereitschaft, selbst in Den Haag auszusagen. Außerdem behauptete er, Aussagen von Hashim Thaçis Bruder, Gani Thaçi, hätten zu den Ereignissen beigetragen, die zur Ermordung der Familie Jashari führten.

## Öffentliches Bild und Medien
Gani Geci pflegt eine aktive Präsenz in den sozialen Medien, wo er häufig Erinnerungen an den Kosovokrieg und Kommentare zu aktuellen politischen Entwicklungen veröffentlicht. Er hat zahlreiche Interviews in kosovarischen Medien gegeben, in denen er über seine Kriegserfahrungen und juristischen Auseinandersetzungen sprach. So wurde etwa sein Konflikt von 2013 mit Azem Syla im Fernsehen von Klan Kosova ausgestrahlt. Seine Äußerungen zu den Kosovo Specialist Chambers wurden unter anderem von Telegrafi und Insajderi berichtet.